# Calea Victoriei
Die Calea Victoriei (dt: Siegesstraße) ist eine Hauptverkehrsstraße im historischen Stadtzentrum von Bukarest in Rumänien. Sie verbindet den Siegesplatz mit der Piața Națiunile Unite und ist 2700 Meter lang.

## Geschichte

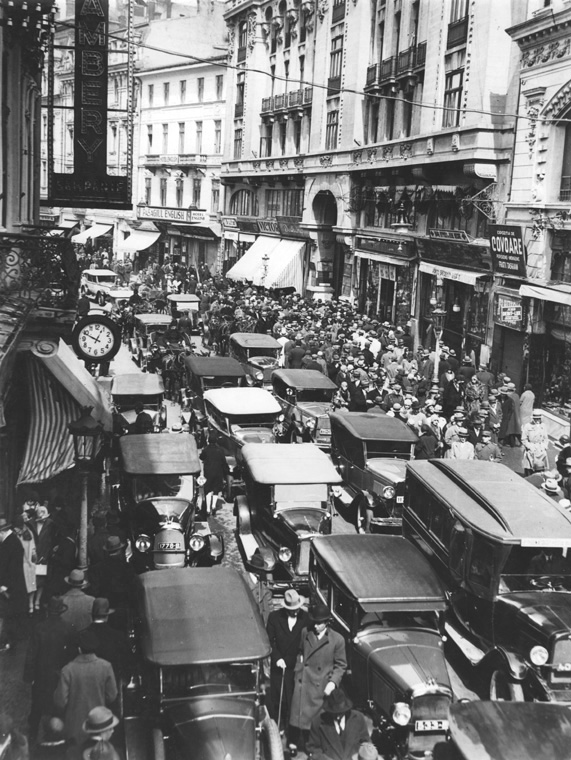
Calea Victoriei im Jahre 1923

Calea Victoriei ist eine der ältesten Hauptstraßen Bukarests. Zur Zeit der Herrschaft von Constantin Brâncoveanu befand sich die Straße außerhalb der Stadt und hieß Calea Brașovului (Kronstädter Straße). Der letzte Teil der Straße (vom Bulevardul Regina Elisabeta bis zur Piața Națiunile Unite) hieß damals Ulița Mare spre Sărindar (Große Straße nach Sărindar), die zur Kirche Sărindar führte, einer Kirche, an deren Stelle später Cercul Militar errichtet wurde.
Im Jahr 1692 wurden die Straßen von dem Herrscher der Walachei Constantin Brâncoveanu verbunden und zu Podul Mogoșoaiei umbenannt. Die Straße wurde mit Baumstämmen gepflastert. Solche Straßen wurden damals Pod (Brücke) genannt, daher auch der Name Podul Mogoșoaiei. Die neue Straße wurde zur direkten Verbindung des Wojewodenpalastes Mogoșoaia mit dem alten Fürstenhof gebaut.
Calea Victoriei wurde zur neuen Hauptstraße Bukarests und an ihr entstanden mit der Zeit immer mehr Bojarenhäuser (Conace), Kirchen, Gasthöfe, später auch Hotels, Geschäfte, Luxusgeschäfte, Kaffeehäuser sowie staatliche Institutionen. Zur Zeit des Herrschers Grigore Ghica wurde die Straße mit Steinen gepflastert und im Jahr 1882 erschien die erste elektrische Straßenbeleuchtung der Stadt vor dem Königspalast an der Calea Victoriei.
Obwohl sich die Bauten in Größe und Stil unterscheiden und die sozialistischen Bauten die Straße unangenehm veränderten, gewann die Calea Victoriei mit der Zeit immer mehr an Bedeutung (seit dem 19. Jahrhundert war sie auch Königsstraße).
Am 8. Oktober 1878, als die rumänische Armee durch die damals noch Podul Mogoșoaiei genannte Hauptstraße einmarschierte, um den Sieg gegen die Türken zu feiern, wurde sie in Calea Victoriei (Siegesstraße) umbenannt.
Während der sozialistischen Ära blieb der Name zwar erhalten, wurde aber 1980 in Calea Victoriei Socialismului (Straße des Sieges des Sozialismus) abgeändert.

## Bauten und Denkmäler

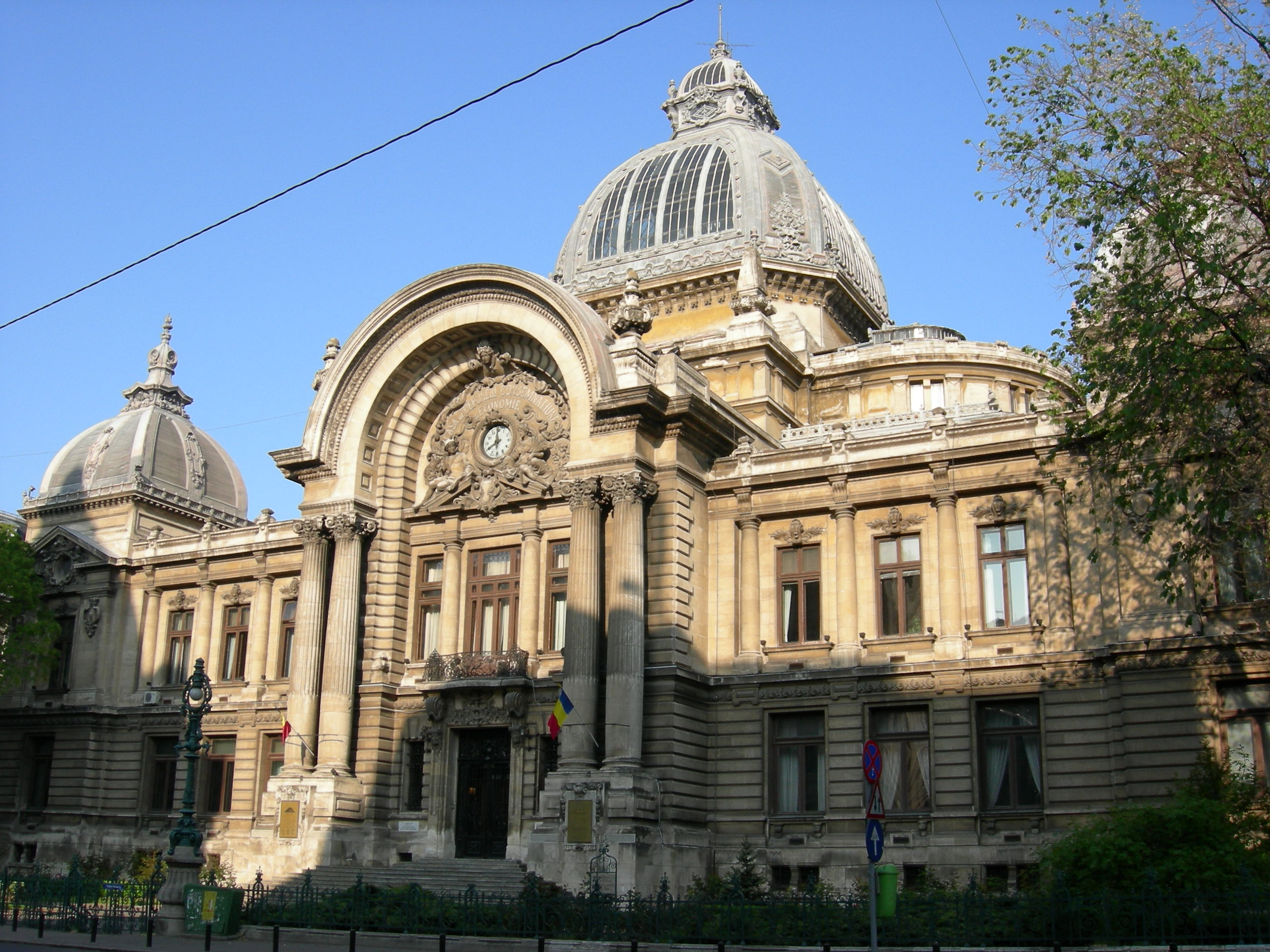
CEC

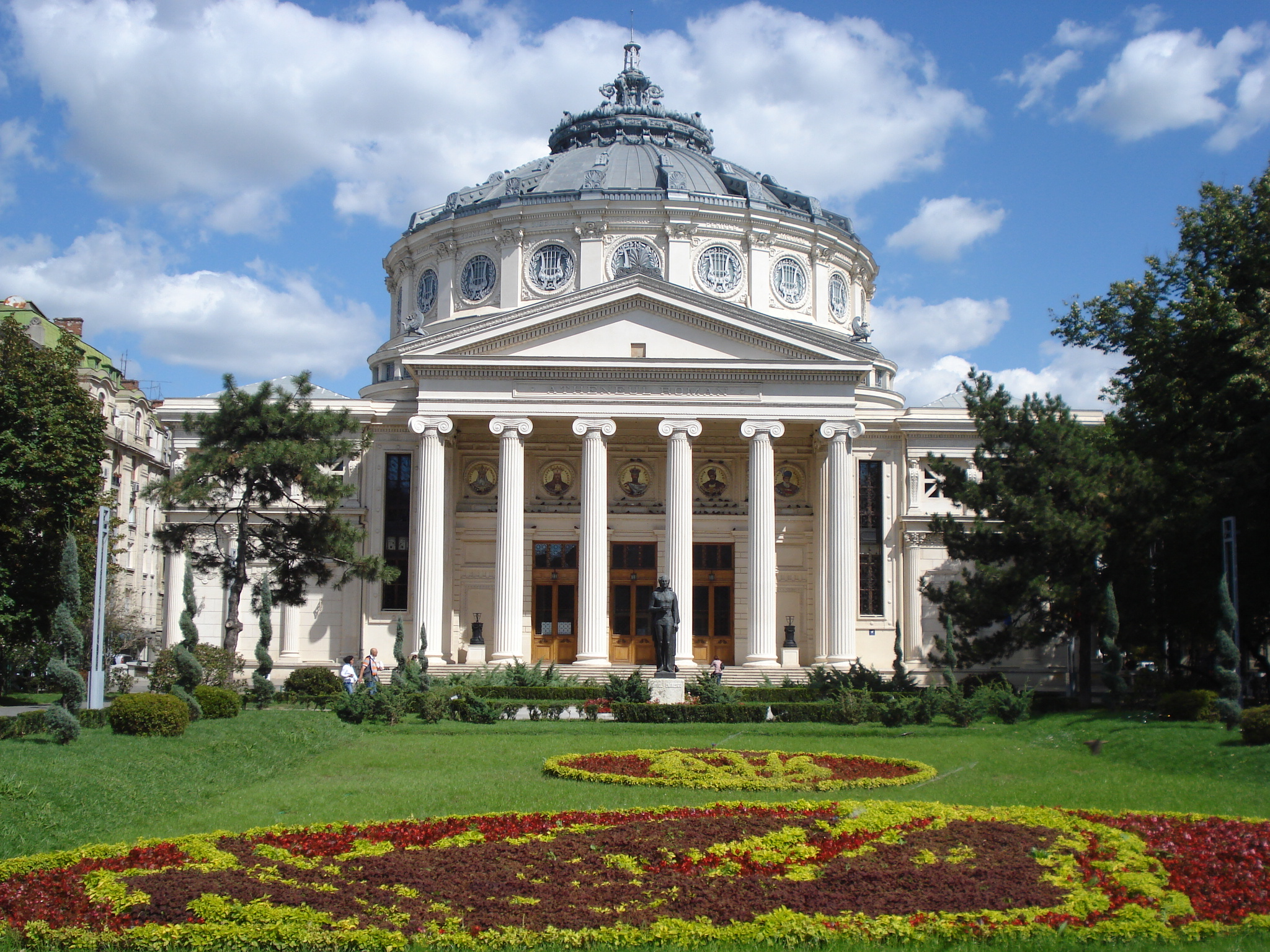
Das rumänische Athenäum

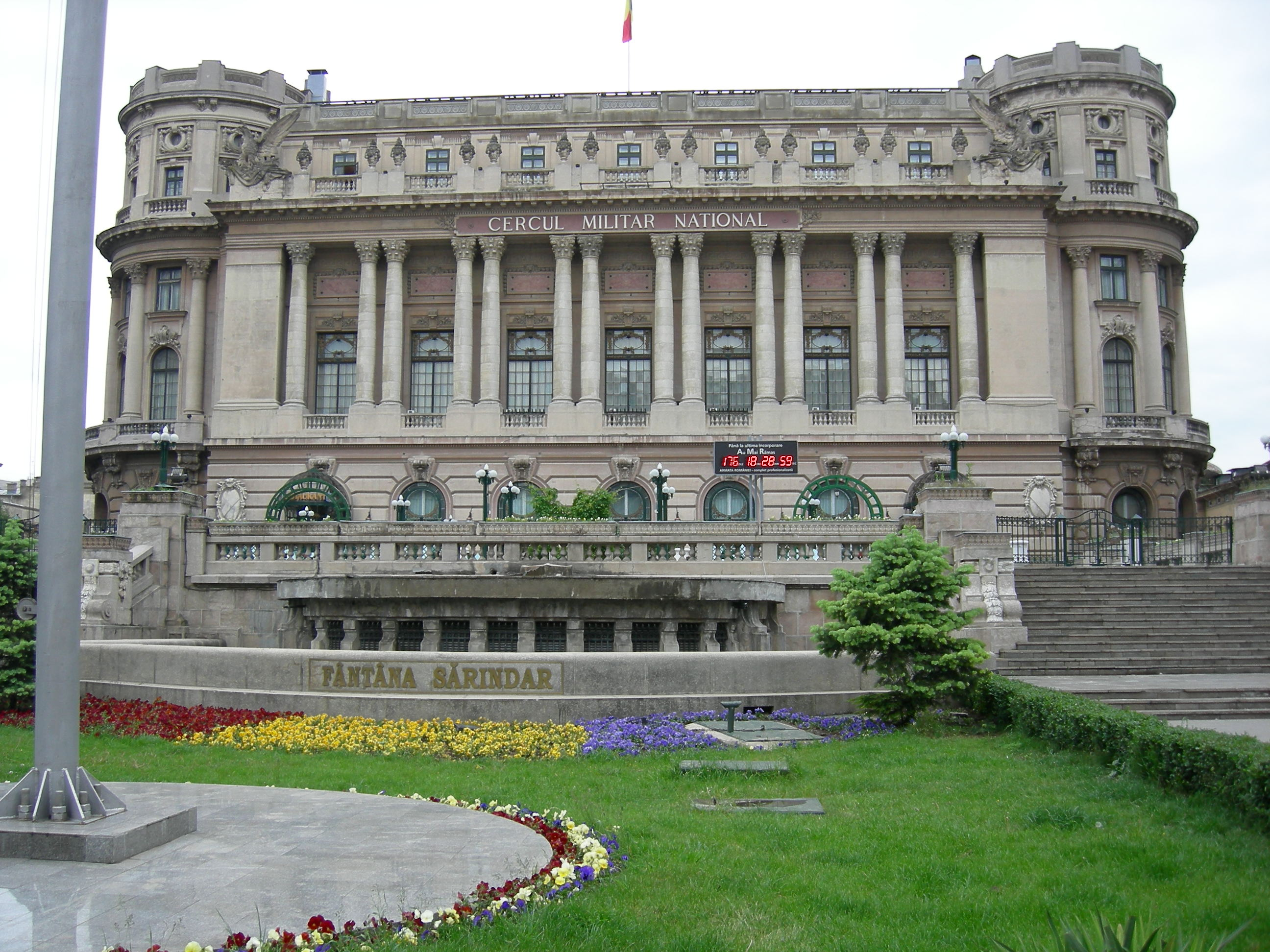
Cercul Militar

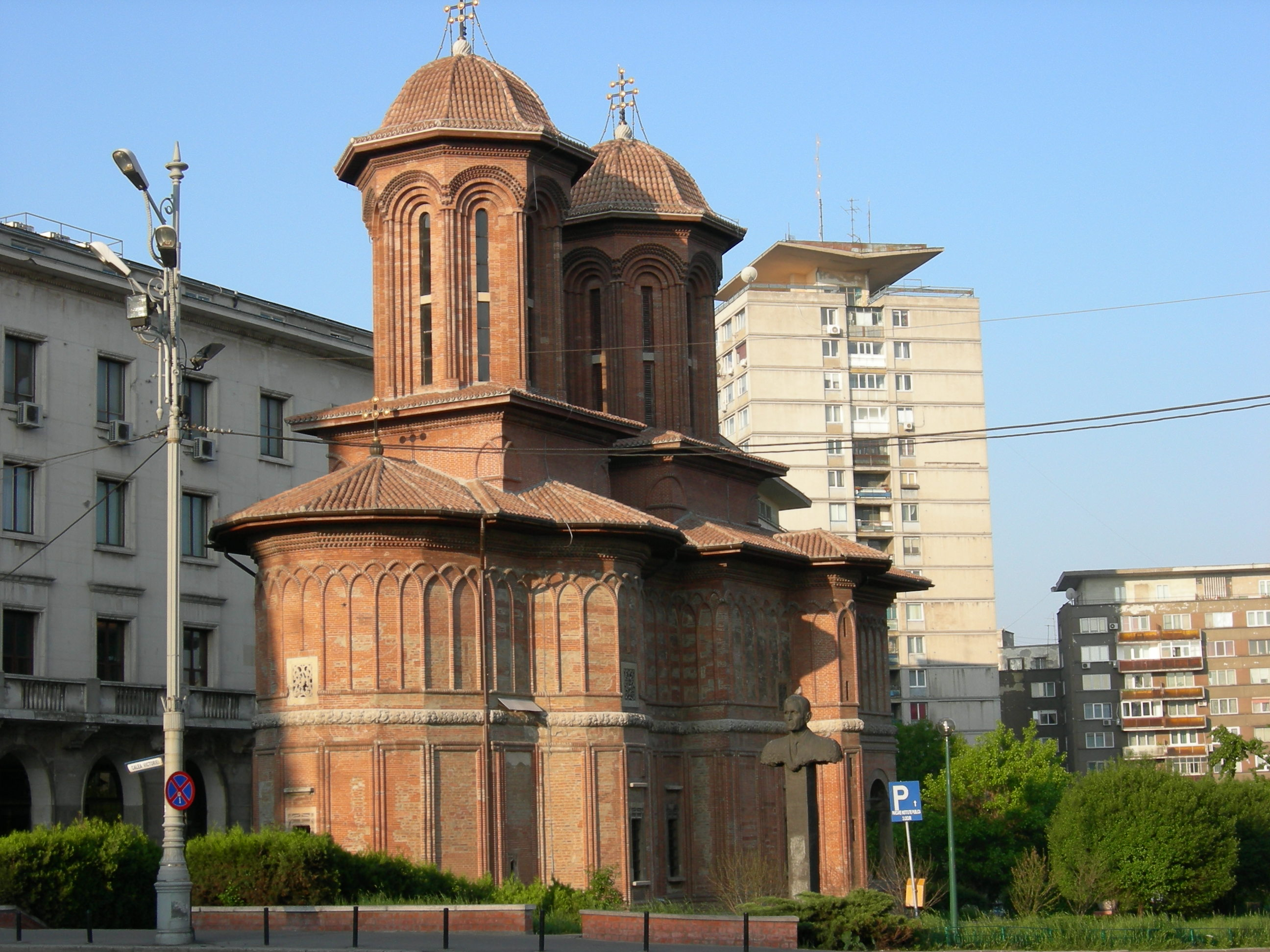
Die Kretzulescu-Kirche

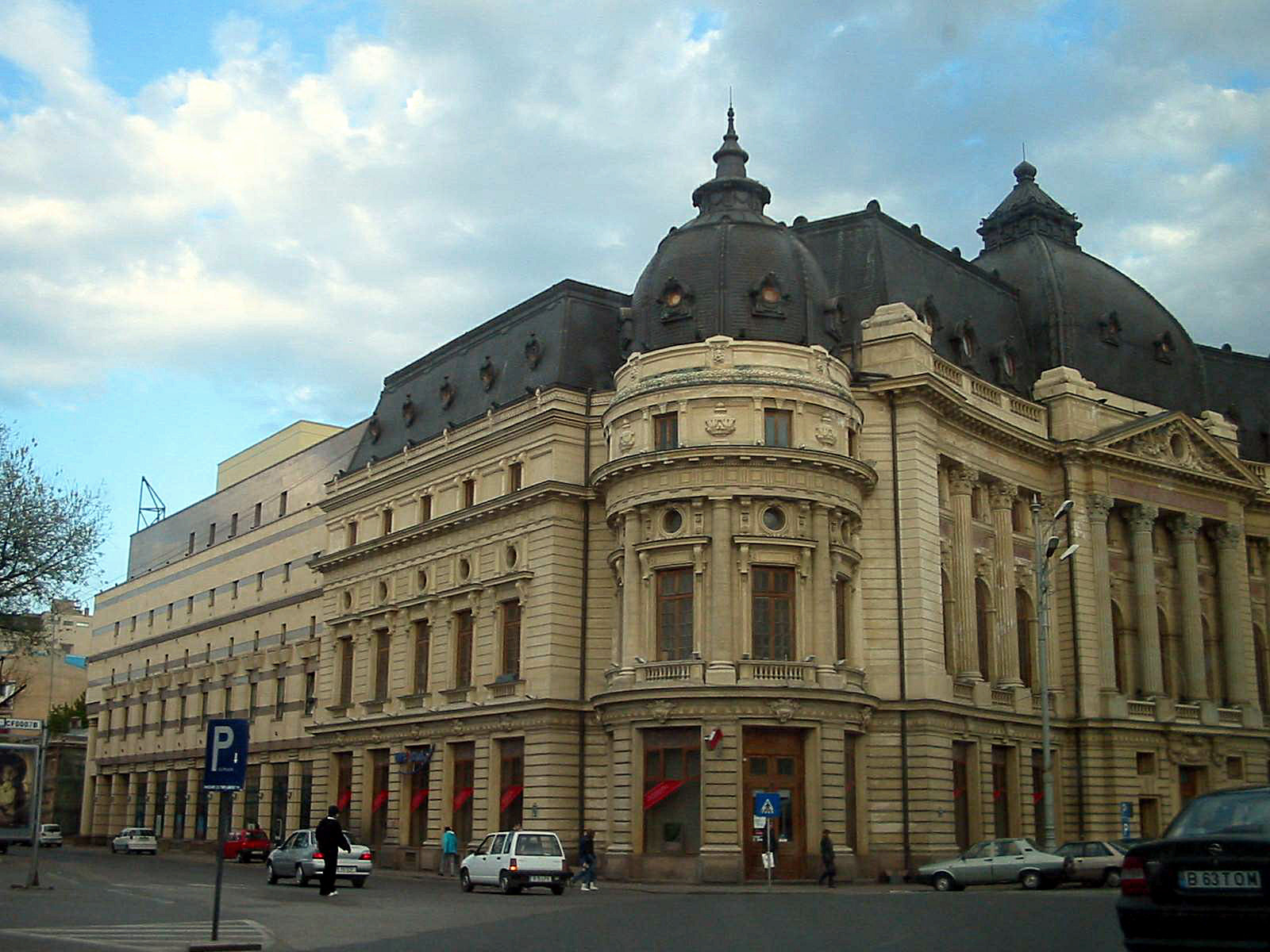
Biblioteca Centrală Universitară din București

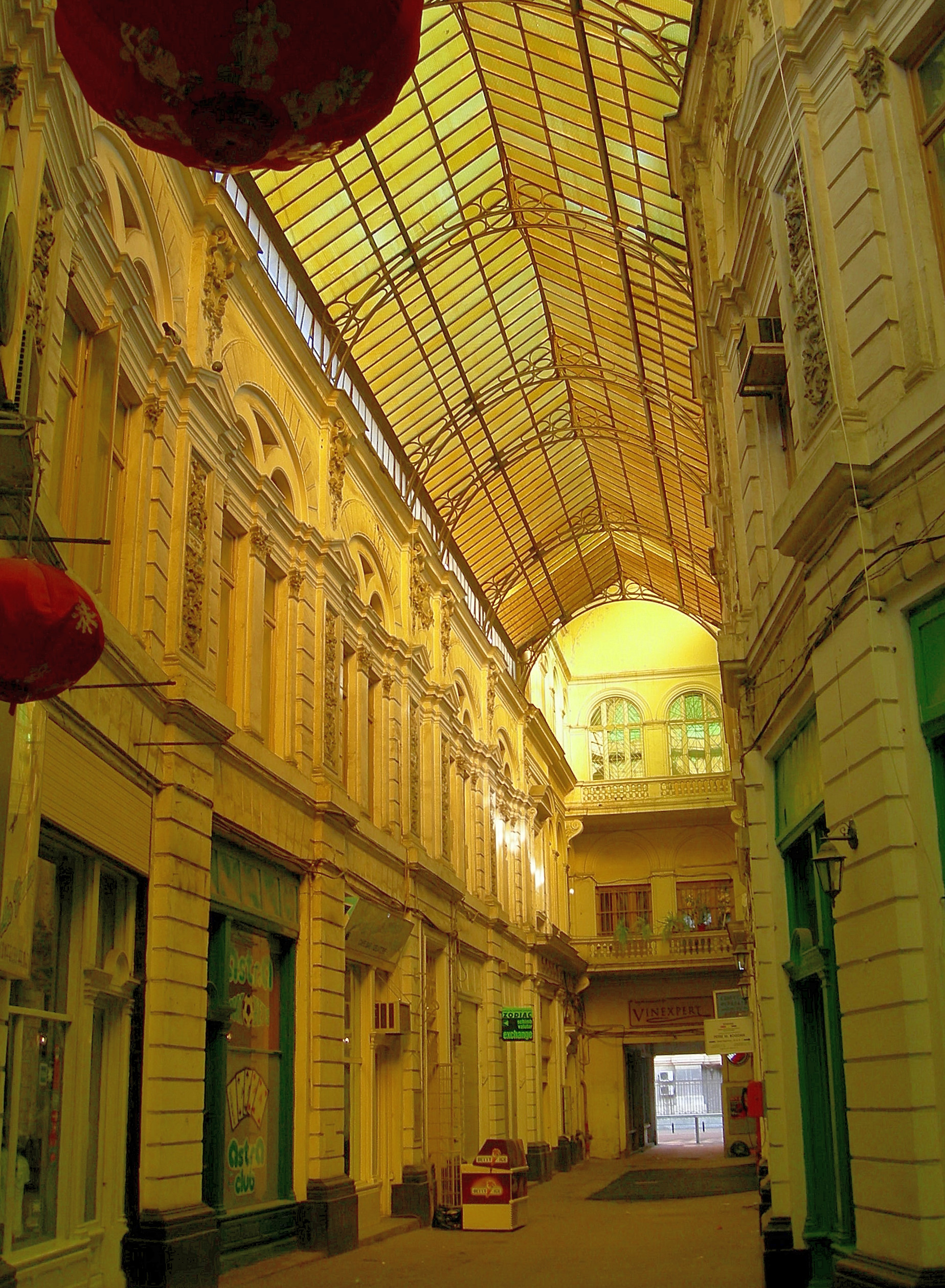
Die Macca-Villacrosse-Passage

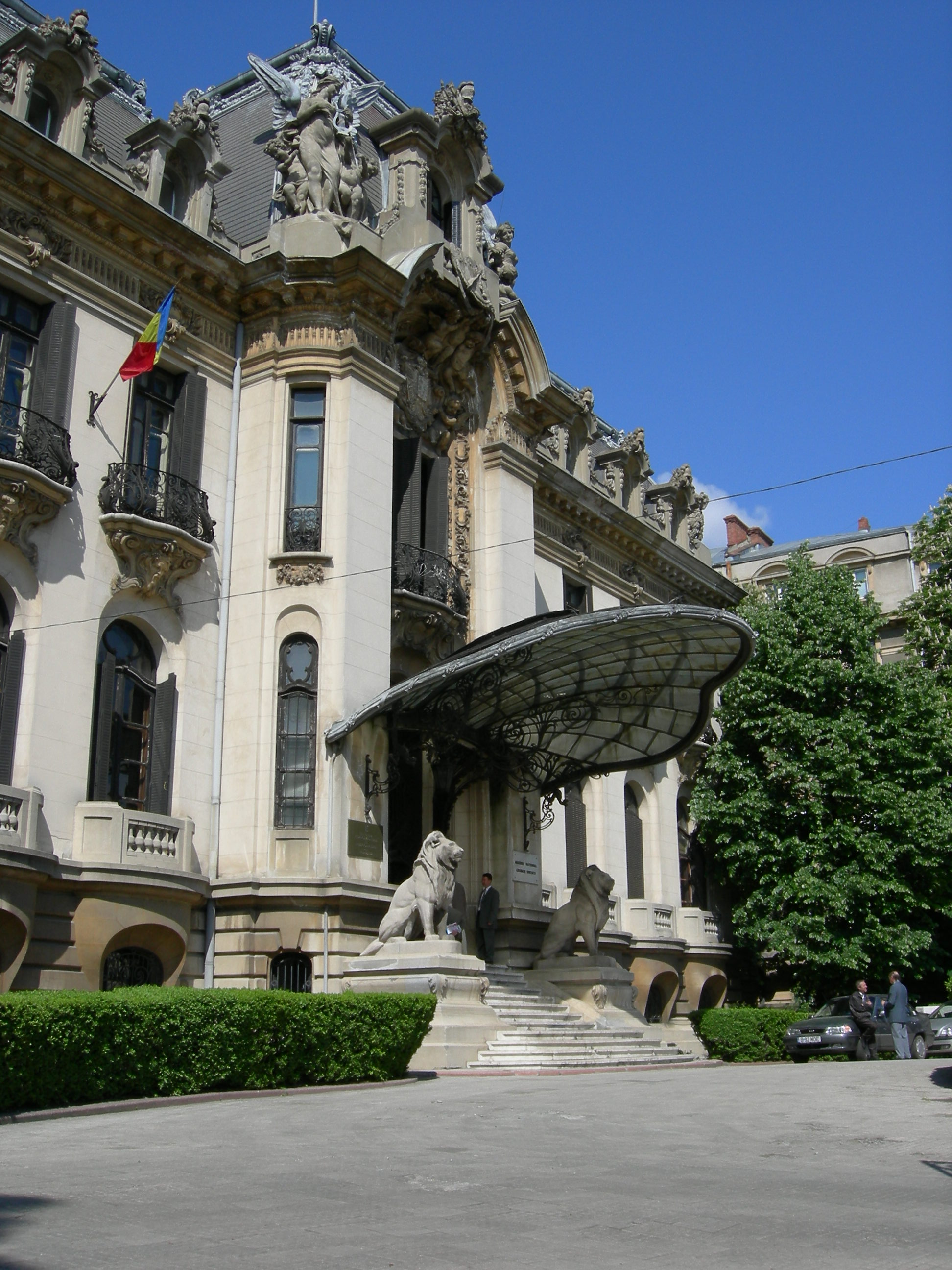
Der Cantacuzino-Palast

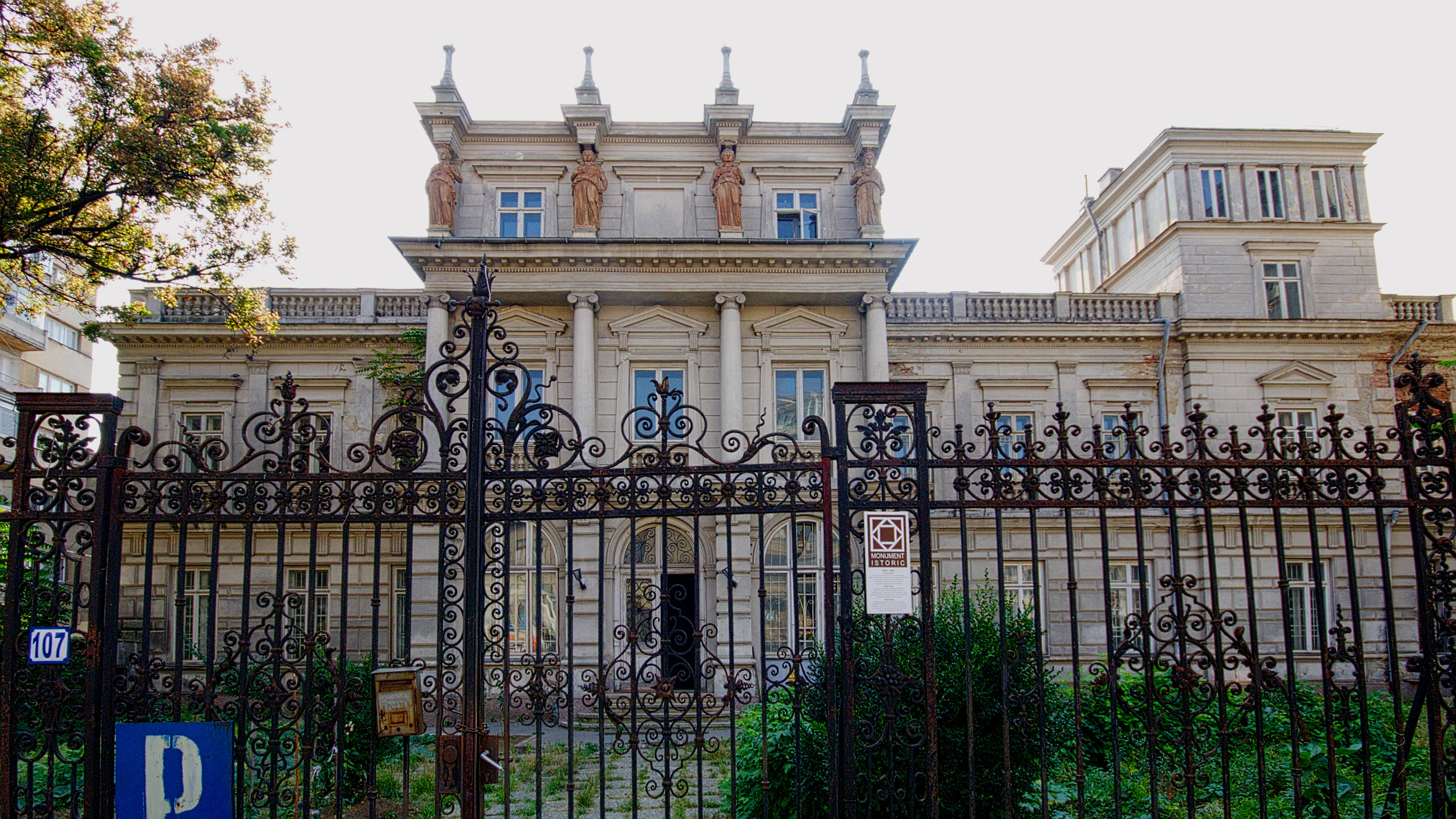
Der Stirbey-Palast

- Das Nationale Geschichtsmuseum (Postpalast): Der Postpalast wurde zwischen den Jahren 1894–1900 gebaut. Seit 1971 befindet sich hier der ehemalige Staatsschatz, Tezaurul Național.
- Biserica Zlătari: Die Kirche befindet sich neben dem Geschichtsmuseum. Sie wurde 1637 auf dem Gelände einer alten Holzkirche gebaut und später im Jahre 1715 von Mihai Cantacuzino umgebaut.
- Biserica Doamnei: Die Kirche ist an der Kreuzung zwischen Calea Victoriei und Bulevardul Regina Elisabeta. Sie wurde 1683 von Maria, der zweiten Frau von Șerban I. Cantacuzino gegründet.
- Grand Hôtel du Boulevard: Der Bau begann im Jahre 1865 von dem Architekten Alexander Orascu.
- CEC: Es liegt gegenüber dem Nationalmuseum für Geschichte. Das Gebäude wurde 1900 von dem französischen Architekten Paul Gottereau errichtet.
- Cercul Militar: Das Militärgebäude liegt gegenüber dem Grand Hôtel du Boulevard. Es wurde 1912 im klassischen französischen Stil, von den Architekten Dimitrie Maimarolu, Victor Stefanescu und Ernest Doneaud geplant.
- Casa Capșa: Es befindet sich vor dem Cercul Militar. Das Restaurant wurde 1881 gebaut und war ein Jahrhundert lang das beste Restaurant Bukarests.
- Teatrul Odeon: Das Gebäude befindet sich an der Stelle des alten Costache-Ghica-Hauses.
- Teatrul de revistă Constantin Tănase:
- Palatul Telefoanelor: Das Telefonpalais wurde im Jahre 1933, nach den Plänen der amerikanischen Architekten Louis Weeks und Walter Froy gebaut.
- Hotel Continental: Das Hotel befindet sich an der Kreuzung zwischen Calea Victoriei und Strada Ioan Câmpineanu. Es wurde von den Architekten Emil Ritten Forster und I.I.Rasnovanu geplant.
- Die Macca-Villacrosse-Passagen: Die Ladenpassage wurde von dem katalanischen Architekten Xavier Vilacrosse geplant.
- Biserica Crețulescu: Die Kirche wurde 1722 von Iordache Crețulescu und seiner Frau, Safta, die Tochter des Constantin Brâncoveanu, gebaut.
- Monumentul Renașterii Naționale: Es befindet sich mitten auf dem Revolutionsplatz. Es wurde 2005 von Alexandru Ghilduș gebaut.
- Das Nationale Kunstmuseum (Palatul Regal): Es befindet sich an der Piața Revoluției. Das Palais wurde nach den Plänen des Architekten Nicolae Nenciulescu im Jahre 1937 gebaut. Heute beherbergt es als Kunstmuseum Gemälde von Theodor Aman, Nicolae Grigorescu, Ion Andreescu, Ștefan Luchian, Theodor Pallady, Gheorghe Petrașcu, El Greco, Rembrandt, Rubens.
- Palast des Senats: Er befindet sich an der Piața Revoluției. Zuerst war das Gebäude Sitz des Ministerrats, später Sitz des Zentralkomitees der P.C.R. Heute beherbergt es das Innenministerium.
- Die Zentrale Universitätsbibliothek: Sie befindet sich gegenüber dem Kunstmuseum. Das Gebäude wurde 1893 nach den Plänen des Architekten Paul Gottereau erbaut.
- Hotel Athénée Palace (Hilton): Es befindet sich gegenüber dem rumänischen Athenäum. Das Gebäude wurde zwischen den Jahren 1912–1914 nach den Plänen des Architekten Théophile Bradeau im Jugendstil gebaut und zwischen den Jahren 1935–1937 im Art-déco-Stil umgestaltet.
- Das Bukarester Athenäum: Es befindet sich an der Piața Revoluției. Das Gebäude wurde 1886–1888 nach den Plänen des Architekten Albert Galleron gebaut.
- Biserica Albă: Die Kirche wurde von dem Priester Neagu Dârvaș im frühen 18. Jahrhundert gegründet. Die Innenfresken wurden von Gheorghe Tattarescu gemalt.
- Muzeul Colecțiilor de Artă (Palatul Romanit): Das Gebäude wurde 1883 an der Stelle des alten Bojarenhauses Romanit errichtet. Seit 1978 beherbergt es das Museum der Kunstkollektionen.
- Muzeul Ceramicii și Sticlei (Palatul Știrbei): Es wurde im Jahre 1835 nach den Plänen des Architekten Sanjouand errichtet.
- Uniunea Scriitorilor (ehemals Monteru-Haus), wurde nach den Plänen des Architekten Nicolae Cuțarida errichtet.
- Casa Cesianu: Es befindet sich an der Kreuzung zwischen der Calea Victoriei und dem Bulevardul Dacia und ist die ehemalige deutsche Gesandtschaft in Bukarest.
- Die Rumänische Akademie befindet sich gegenüber dem Cazino Victoria, in dem ehemaligen Bojarenhaus Cesianu.
- Biserica Sf. Nicolae Tabacu: Die Kirche liegt gegenüber der rumänischen Akademie und wurde im 17. Jahrhundert errichtet.
- Casa Vernescu: Das Gebäude wurde 1820 von der Familie Lenș errichtet und später komplett von dem Architekten Ion Mincu erneuert.
- Das Cantacuzino-Palais (Muzeul Național „George Enescu“): Das Gebäude wurde nach den Plänen des Architekten I.D. Berindei im Rokoko-Stil 1898–1900 gebaut.

### Ehemalige Örtlichkeiten
- Die Otetelișanu-Terrasse (heute Palatul Telefoanelor)
- Das Kaffeehaus „Kübler“ (heute das Cina-Restaurant)
- Das Kaffeehaus „Fialkowski“
- Das Kaffeehaus „High-Life“
- Das alte Gebäude des TNB (heute das Novotel)
- Sărindar-Kirche (heute Cercul Militar)